# Alexis Araujo
Alexis Araujo, né le 7 décembre 1996 à Tourcoing, est un footballeur français  qui évolue au poste de milieu offensif en National à La Roche-sur-Yon VF.

## Biographie
En 2011, il dispute avec la sélection Nord-Pas-de-Calais la Coupe Nationale U15 à Clairefontaine, en compagnie de Benjamin Pavard.
Passé par les équipes de jeunes lilloises, il fait ses débuts avec le LOSC Lille le 28 octobre 2015, en Coupe de la Ligue, face à Troyes.
En janvier 2016, il est prêté à l'US Boulogne, puis à l'USL Dunkerque, et enfin au GFC Ajaccio. En mai 2017, il est nommé pour le trophée du meilleur joueur de National et les entraîneurs de National l'élisent dans l'équipe-type de la saison pour le site Foot-National.
En cours de saison 2017-2018, il résilie son contrat avec son club formateur, et s'engage définitivement au GFC Ajaccio. Il dispute avec le Gazélec un total de 37 matchs en Ligue 2, pour un but inscrit. 
En janvier 2019, il est prêté à l'US Quevilly-Rouen, avec qui il s'engage définitivement à l'issue de son prêt.
Lors de la saison 2021-2022, il est élu trois fois d'affilée « joueur du mois » par les supporters de l'US Créteil.

## Vie personnelle
Il est le neveu de Julien Araujo, attaquant passé par le RC Lens, le LOSC et plusieurs autres clubs nordistes.